# Katalin Varga (florecistka)
Katalin Varga (ur. 1 lipca 1980 w Budapeszcie) – węgierska florecistka.

## Życiorys
W swoim dorobku ma srebrny medal mistrzostw Europy zdobyty w konkurencji drużynowej w 2002 oraz brązowy medal mistrzostw Europy również zdobyty w konkurencji drużynowej w 1999 roku.